# گورستان گلال گیس که
قبرستان گلال گیس که مربوط به دوران پیش از تاریخ ایران باستان است و در شهرستان چرداول، دامنه شمالی دره گچان واقع شده و این اثر در تاریخ ۱۷ اسفند ۱۳۸۱ با شمارهٔ ثبت ۷۹۸۰ به‌عنوان یکی از آثار ملی ایران به ثبت رسیده است.